# Асенкрітовка
Асенкрі́товка (каз. Асенкритов) — село у складі району Беїмбета Майліна Костанайської області Казахстану. Адміністративний центр Асенкрітовського сільського округу.
Населення — 720 осіб (2021; 1032 у 2009, 917 у 1999, 1067 у 1989).